# Пам'ятки культурної спадщини Підгороднянської громади
У статті наведений перелік об'єктів культурної спадщини Підгороднянської громади Тернопільського району Тернопільської области України.

## Пам'ятки археології
| №  | Назва                           | Дата                                                                                 | Адреса | Охоронний номер | Документ про взяття на облік |
| -- | ------------------------------- | ------------------------------------------------------------------------------------ | --- | --------------- | --- |
| 1  | Поселення Довжанка І            | черняхівська культура (ІІІ—IV ст. н. е.)                                             | с. Довжанка, на захід від села, на мисі, утвореному двома струмками                                                                                   | 2819            | Наказ управління культури обласної державної адміністрації від 18.10.2005 № 112                                                         |
| 2  | Поселення Довжанка ІІ           | енеоліт (IV—III тис. до н. е.), бронзовий,-ранньозалізний часи (ІІ—І тис. до н. е.)  | с. Довжанка, правий берег р. Довжанка біля дамби, 1,4 км на захід від північної околиці села                                                          | 1950            | Наказ управління культури обласної державної адміністрації від 05.03.2013 № 26-од                                                       |
| 3  | Поселення Довжанка ІІІ          | давньоруська культура (ХІІ—ХІІІ ст.)                                                 | с. Довжанка, центральна частина села, лівий берег р. Довжанка                                                                                         | 1825            | Наказ управління культури обласної державної адміністрації від 09.02.2012 № 14                                                          |
| 4  | Поселення Довжанка IV           | епоха бронзи — ранньозалізний вік (ІІ—І тис. до н. е.);                              | c. Довжанка, північно-західні околиці села на високому лівому березі річки біля крайніх хат                                                           | 2066            | Наказ управління культури обласної державної адміністрації від 09.09.2016 № 121-од                                                      |
| 5  | Поселення Домаморич І           | черняхівська культура (ІІІ—IV ст. н. е.), давньоруський час (Х—ХІІІ ст.)             | с. Домаморич, 5 км на північний захід від села, урочище Клячиха, на північному схилі мису, утвореного вигином правого берега р. Висушка               | 1303            | Наказ управління культури обласної державної адміністрації від 27.01.2010 № 16                                                          |
| 6  | Поселення Домаморич ІІ          | енеоліт (IV—III тис. до н. е.), бронзовий — ранньозалізний часи (ІІ—І тис. до н. е.) | с. Домаморич, 1,4 км на північ від колгоспного двору та 900 м на північ від села                                                                      | 1951            | Наказ управління культури обласної державної адміністрації від 05.03.2013 № 26-од                                                       |
| 7  | Поселення Драганівка І          | давньоруський час (ХІІ—ХІІІ ст.)                                                     | с. Драганівка, центральна частина села, пологі схили лівого берега р. Руда                                                                            | 4380-Тр         | Наказ управління культури обласної державної адміністрації від 24.03.2011 № 36, Наказ Міністерства культури України від 23.01.2012 № 51 |
| 8  | Поселення Драганівка ІІ         | давньоруська культура (ХІІ—ХІІІ ст.)                                                 | с. Драганівка, південно-східні околиці села, пологі схили лівого берега р. Руда                                                                       | 1830            | Наказ управління культури обласної державної адміністрації від 09.02.2012 № 14                                                          |
| 9  | Поселення Драганівка ІІІ        | давньоруський час (ХІІ—ХІІІ ст.)                                                     | с. Драганівка, східні околиці села на підвищеному лівому березі річки, біля лісу                                                                      | 1874            | Наказ управління культури обласної державної адміністрації від 26.06.2012 № 97                                                          |
| 10 | Курган Підгороднє І             | епоха бронзи — ранньозалізний вік (ІІ—І тис. до н. е.)                               | с. Підгороднє, західна частина села, на рівнинному плато біля лісу, північніше шосе                                                                   | 2051            | Наказ управління культури обласної державної адміністрації від 09.09.2016 № 121-од                                                      |
| 11 | Ґрунтовий могильник Почапинці І | вельбарська культура (І—ІІІ ст.)                                                     | с. Почапинці, кладовище біля дороги Тернопіль — Бережани                                                                                              | 1473            | Наказ управління культури обласної державної адміністрації від 27.01.2010 № 16                                                          |
| 12 | Поселення Почапинці ІІ          | культура Ноа (ХІІІ—Х ст. до н. е.); черняхівська культура (ІІІ—IV ст. н. е.)         | с. Почапинці, західна частина села, І та ІІ надзаплавні тераси південно-східного схилу мису, утвореного лівим берегом ставу та правим берегом р. Руда | 1531            | Наказ управління культури обласної державної адміністрації від 27.01.2010 № 16                                                          |
| 13 | Поселення Почапинці ІІІ         | давньоруський час (ХІІ—ХІІІ ст.), пізнє середньовіччя (XV—XVII ст.)                  | с. Почапинці, 1,6 км на південний захід від села, на пологому південно-східному та східному схилах мисоподібного пагорба, у витоках струмка           | 1952            | Наказ управління культури обласної державної адміністрації від 05.03.2013 № 26-од                                                       |

## Пам'ятки архітектури
| №  | Назва                               | Дата    | Адреса                                | Охоронний номер | Документ про взяття на облік                                                                       |
| -- | ----------------------------------- | ------- | ------------------------------------- | --------------- | -------------------------------------------------------------------------------------------------- |
| 1. | Церква Покрови Пресвятої Богородиці | 1886 р. | с. Великий Ходачків, вул. Сонячна, 14 | 2066            | рішення виконавчого комітет Тернопільської обласної ради народних депутатів від 18.11.1994 р. № 83 |
| 2. | Успенська церква                    | 1905 р. | с. Домаморич                          | 1921            | розпорядження Представника Президента України від 22.02.1993 р. № 58                               |

## Пам'ятки історії
| № | Назва                                                                                  | Дата                                  | Адреса                                                     | Охоронний номер | Документ про взяття на облік                                                                        |
| - | -------------------------------------------------------------------------------------- | ------------------------------------- | ---------------------------------------------------------- | --------------- | --------------------------------------------------------------------------------------------------- |
| 1 | Пам'ятник Герою Радянського Союзу Чалдаєву Віктору Олексійовичу                        | 1980 р.                               | с. Великий Ходачків, біля сільської ради                   | 885             | Рішення виконкому Тернопільської обласної ради від 25.01.1982 р. № 34                               |
| 2 | Пам'ятний знак (хрест) воїну Івану Залєському та полеглим у Першій світовій війні      | 07.05.1915 р.                         | с. Великий Ходачків, біля церкви                           | 3313            | Наказ управління культури Тернопільської обласної державної адміністрації від 09.03.2017 р. № 34-од |
| 3 | Пам'ятний знак «60 років депортації українців»                                         | 21.09.2007 р.                         | с. Великий Ходачків, вул. Бордуляка, біля церкви           | 3200            | Наказ управління культури Тернопільської обласної державної адміністрації від 27.01.2010 р. № 16    |
| 4 | Будинок, у якому жив письменник Бордуляк Тимофій Гнатович                              | Поч. ХХ ст., меморіальна дока 1988 р. | с. Великий Ходачків, вул. Бордуляка, будинок культури      | 364             | Рішення виконкому Тернопільської обласної ради від 22.03.1971 р. № 147                              |
| 5 | Могила письменника Бордуляка Тимофія Гнатовича                                         | 1936 р.                               | с. Великий Ходачків, західна частина старого кладовища     | 360             | Рішення виконкому Тернопільської обласної ради від 22.03.1971 р. № 147                              |
| 6 | Братська могила жертв нацистського тоталітарного режиму                                | 1945 р.                               | с. Великий Ходачків, центр, біля костелу та сільської ради | 1547            | Наказ управління культури Тернопільської обласної державної адміністрації від 18.10.2005 р. № 112   |
| 7 | Пам'ятний знак воїнам-землякам, які загинули в роки Другої світової війни              | 1972 р.                               | с. Довжанка, центр, біля школи                             | 696             | Рішення виконкому Тернопільської обласної ради від 12.06.1978 р. № 286                              |
| 8 | Братські могили воїнів Радянської армії, могила Героя Радянського Союзу Чалдаєва В. А. | 1953 р.                               | с. Почапинці, між церквою і дитсадком, біля дороги         | 583             | Рішення виконкому Тернопільської обласної ради від 22.03.1971 р. № 147                              |

## Пам'ятки монументального мистецтва
| № | Назва                                                                      | Дата    | Адреса                                                     | Охоронний номер | Документ про взяття на облік                                                                   |
| - | -------------------------------------------------------------------------- | ------- | ---------------------------------------------------------- | --------------- | ---------------------------------------------------------------------------------------------- |
| 1 | Пам'ятник священнику, письменнику, перекладачу Бордуляку Тимофію Гнатовичу | 1991 р. | с. Великий Ходачків, вул. Бордуляка, біля будинку культури | 1519            | Розпорядження Представника Президента України в Тернопільській області від 25.06.1992 р. № 148 |